# Komplex számok
A komplex számok halmaza a valós számhalmaz olyan bővítése, melyben elvégezhető a negatív számból való négyzetgyökvonás (a valós számok halmazával ellentétben, ahol negatív számnak nincs négyzetgyöke), valamint ennek folyományaként más, valósokon belül nem értelmezett műveletek is értelmezhetővé válnak. A valós szám fogalmának ilyen általánosítását a 16. századi algebrai problémák (casus irreducibilis) vetették fel, később a komplex számok a matematika más területein és a fizikában is alkalmazhatónak bizonyultak.

## A komplex számok megalkotása
A komplex számok halmazát {\displaystyle \mathbb {C} } vagy {\displaystyle \mathbf {C} } betűvel jelöljük.
Imaginárius (képzetes) egységnek az egyik olyan komplex számot nevezzük, amelynek a négyzete −1. Ennek jele i. (A másik komplex szám, melynek négyzete −1, a −i.)
A komplex számok származtatásának három lehetséges módja alább olvasható.
| | | |
| Halmazelméleti modell | Geometriai modell | Algebrai modell |
| {\displaystyle \mathbb {C} :=\{(x,y)\|x,y\in \mathbb {R} \}}, azaz olyan rendezett párok, melyeknek elemei valós számok, tehát az {\displaystyle \mathbb {R} \times \mathbb {R} } Descartes-szorzat. | {\displaystyle \mathbb {C} :=\{r\cdot {\mathcal {F}}_{\varphi }\|r\geq 0,\varphi \in \mathbb {R} \}}, ahol az {\displaystyle r\cdot {\mathcal {F}}_{\varphi }} alakú leképezések közös kezdőponttal rendelkező síkbeli forgatva nyújtások (r a nagyítás mértéke, φ a szöge) | {\displaystyle \mathbb {C} :=\mathbb {R} [x]/(x^{2}+1)}, azaz a valós együtthatójú polinomok x2+1 polinommal történő osztásának maradékai. (Pontosabban az {\displaystyle {\mathbb {R} [x]}} polinomgyűrű (x2+1) szerinti maradékosztályai) |
| Szorzás: | Szorzás: | Szorzás: |
| {\displaystyle (a,b)\cdot (c,d)=(ac-bd,bc+ad)} | Itt {\displaystyle \cdot } a függvénykompozíció ( {\displaystyle \circ } ), konkrétan a síkbeli leképezések egymásutánja | a polinomok szorzása |
| Összeadás: | Összeadás: | Összeadás: |
| {\displaystyle (a,b)+(c,d)=(a+c,b+d)} | a képpontba mutató vektorok összege | a polinomok összeadása |
| A szorzás egységeleme: | A szorzás egységeleme: | A szorzás egységeleme: |
| 1 := (1,0) | 1 := F0° = id (a nulla fokos forgatás) | 1 := az azonosan 1 polinom |
| Az x2 = -1 egyenlet megoldása: | Az x2 = -1 egyenlet megoldása: | Az x2 = -1 egyenlet megoldása: |
| (0,1){\displaystyle \cdot }(0,1) = (-1,0) = -(1,0) = -1 | F+90°{\displaystyle \circ }F+90° = F180° = – id = – 1 | x{\displaystyle \cdot }x = x2 = (x2+1)-1 = 0-1 = -1 |

A három modellnek az a közös tulajdonsága, hogy mindegyik a valós számtest feletti 2 dimenziós vektortér, melyen egy szorzás is értelmezve van, ami az összeadással együtt testet alkot. Az ilyen algebrai struktúrát a valós számok testbővítésének nevezzük. Érvényes az a tétel, miszerint
a valós számok testének egyetlen olyan valódi testbővítése van, mely kommutatív és véges dimenziós.
Ezt az (izomorfizmus erejéig egyértelműen meghatározott) testbővítést a komplex számok halmazának nevezzük. A komplex számok fenti három értelmezése tehát kölcsönösen egyértelmű és művelettartó módon megfeleltethető egymásnak. Az előbbi tétel következményeként kijelenthetjük, hogy a komplex számok bizonyos értelemben a számkörbővítés utolsó állomásának tekinthető. Tovább csak úgy bővíthető a számkör, ha feladjuk a szorzás kommutativitását (kvaterniók) illetve ezen túl a szorzás asszociativitását (oktoniók).

### Halmazelméleti modell
A rendezett valós számpárok összessége alkotja a komplex számok halmazelméleti modelljét.
Az összeadást ebben a modellben az
{\displaystyle (a,b)+(c,d)=(a+c,b+d)\,}
formulával definiáljuk;
a szorzást a kissé légbőlkapott
{\displaystyle (a,b)\cdot (c,d)=(ac-bd,bc+ad)\,}
egyenlőséggel. Ellenőrizhető, hogy ez az (R×R, +, {\displaystyle \cdot }) matematikai struktúra valóban testet alkot a
0 := (0,0) additív neutrális elem és a
1 := (1,0) multiplikatív neutrális elem
választásával.
Érdemes még felírni az additív inverz elemet:
{\displaystyle -(a,b)=(-a,-b)}
és a mutiplikatív inverz elemet minden nem nulla elem esetén:
{\displaystyle {\frac {1}{(a,b)}}=\left({\frac {a}{a^{2}+b^{2}}},{\frac {-b}{a^{2}+b^{2}}}\right).}
A valós számtestet az
R {\displaystyle \rightarrow } R×R, a {\displaystyle \mapsto } (a,0)
bijektív azonosítással kapjuk.
A kardinális kérdés, hogy melyik elem alkalmas -1 négyzetgyökének. A válasz (0,1) és (0,-1), mely közül i -vel jelöljük és imaginárius egységnek mondjuk a (0,1) elemet:
(0,1)2 = (0,1){\displaystyle \cdot }(0,1) = (0{\displaystyle \cdot }0 – 1{\displaystyle \cdot }1,1{\displaystyle \cdot }0 + 0{\displaystyle \cdot }1) = (-1,0) = -1
Ez a modell a komplex számok összeadási tulajdonságát teszi szemléletessé, visszavezetve azt a vektorösszeadásra.

### Geometriai modell
A közös kezdőpontú, síkbeli forgatva nyújtások alkotják a komplex számok geometriai modelljét. Minthogy ezek egy (Descartes-féle derékszögű, ortonormált) koordináta-rendszer választásával azonosíthatók bizonyos lineáris leképezésekkel, érdemes rögtön a mátrixukra áttérni. A φ szöggel elforgató, r-szeresére nyújtó {\displaystyle {\mbox{ }}_{r\cdot {\mathcal {F}}_{\varphi }}} leképezés mátrixa:
{\displaystyle [r\cdot {\mathcal {F}}_{\varphi }]=r\cdot {\begin{pmatrix}\cos \varphi &-\sin \varphi \\\sin \varphi &\;\;\cos \varphi \end{pmatrix}}}
vagy az a := r{\displaystyle \cdot }cos(φ), b := r{\displaystyle \cdot }sin(φ) választással:
{\displaystyle {\begin{pmatrix}a&-b\\b&\;\;a\end{pmatrix}}}.
Az ilyen alakú leképezések illetve mátrixok alkotják a geometriai modellt.
Itt a műveletek a következők lesznek. Az összeadás a mátrixösszeadás:
{\displaystyle [r\cdot {\mathcal {F}}_{\varphi }+s\cdot {\mathcal {F}}_{\psi }]=[r\cdot {\mathcal {F}}_{\varphi }]+[s\cdot {\mathcal {F}}_{\psi }]}
A szorzás a leképezések kompozíciója, ami mátrixokkal felírva a mátrixszorzás:
{\displaystyle [(r\cdot {\mathcal {F}}_{\varphi })\circ (s\cdot {\mathcal {F}}_{\psi })]=[(r\cdot s)\cdot {\mathcal {F}}_{\varphi +\psi }]=rs{\begin{pmatrix}\cos(\varphi +\psi )&-\sin(\varphi +\psi )\\\sin(\varphi +\psi )&\;\;\cos(\varphi +\psi )\end{pmatrix}}}
Az additív neutrális elem a 0 szorosára nyújtó leképezés, illetve a nullmátrix, a multiplikatív egységelem a 0°-os elforgatás. Egy nemnulla elem multiplikatív inverze az ugyanolyan szögű, de ellenkező irányba forgató leképezés, melynek nyújtási tényezője az eredeti reciproka.
A +90°-os forgatás olyan leképezés, melyet egymás után kétszer végrehajtva az identitás leképezés ellentettjét, a 180°-os forgatást kapjuk, tehát megoldható az x2 = -1 egyenlet.
Ez a modell a komplex számok szorzási tulajdonságait teszi szemléletessé.

### Algebrai modell
Algebrai modellnek az R[x] polinomgyűrű (x2+1) főideálja szerinti R[x] / (x2+1) faktorgyűrűjét értjük, mely ellenőrizhető, hogy testet alkot. Ez praktikusan azt jelenti, hogy a komplex számok ekkor a valós együtthatós polinomok x2+1 polinommal történő osztási maradékai, tehát legfeljebb elsőfokú polinomok, ahol a műveleteket (összeadás, szorzás) a maradékokkal kell végeznünk. Az algebrai modellben az x2+1 polinomot úgy tekinthetjük, mint ami azonos a 0 polinommal, hiszen ezt saját magával maradékosan elosztva nullát kapunk:
{\displaystyle x^{2}+1\equiv 0}
Ebből következik, hogy az elsőfokú x polinom (mint polinomosztási maradék) megoldása az
{\displaystyle x^{2}\equiv -1}
egyenletnek. Ezt nevezzük ebben az esetben az imaginárius egységnek, amit i-vel jelölünk, és amely jelölés alkalmazásával az x2+1-tel történő osztás minden maradéka előáll az
{\displaystyle a+bi\,}
nevezetes algebrai alakban.
Ezek után az algebrai modellben minden azonosítás helyett az = jelet írhatjuk és figyelembe véve a polinomok és algebrai törtek műveleteit, minden testben végezhető műveletet ugyanúgy végezhetünk, mint a valós számok között, figyelve arra, hogy i azt az elemet jelöli, melyre
{\displaystyle i^{2}=-1;i^{3}=-i;i^{4}=1;i^{5}=i\,}

## Számolás a komplex számok körében

### Algebrai alak
Bárhogy is definiáljuk a komplex számok {\displaystyle {\mbox{ }}_{\mathbb {C} }} halmazát, benne megtaláljuk a multiplikatív egységelemet, az 1-et és az imaginárius egységet, az i-t. Ezek ketten bázist alkotnak a komplex számok kétdimenziós terében, ezért minden z ∈ {\displaystyle {\mbox{ }}_{\mathbb {C} }} komplex szám egyértelműen előállítható z = a{\displaystyle \cdot }1 + b{\displaystyle \cdot }i alakban, ahol a és b valós számok. Ennél fogva egyszerűbb áttérni a következő logikus jelölésre:
{\displaystyle z=a\,+\,b\cdot i}
Mivel a és b a z által egyértelműen van meghatározva, ezért ezeknek nevet is adhatunk. a-t a z szám valós részének nevezzük és
{\displaystyle \mathrm {Re} \,z}
-vel jelöljük, b-t a z szám imaginárius részének:
{\displaystyle \mathrm {Im} \,z}
vegyük észre, hogy az elnevezésével ellentétben, a definíció alapján az imaginárius rész nem imaginárius, hanem valós szám. Tehát:
{\displaystyle z=\mathrm {Re} \,z\,+\,i\cdot \mathrm {Im} \,z}
A komplex számok halmazán normát, vagy abszolút értéket is bevezethetünk, ha z = a + bi, akkor
{\displaystyle |z|:={\sqrt {a^{2}+b^{2}}}\,}.

### Geometriai ábrázolás
A geometriai ábrázolásban minden komplex szám a kétdimenziós sík egy vektorának feleltethető meg. Ez az ábrázolás a Gauss-féle számsík, vagy (hogy Gauss neve ne legyen túlterhelve és ennek az ábrázolási formának az első bevezetőjéről legyen elnevezve) Argand-diagram (Jean-Robert Argand). Így egy komplex számnak van hossza, ez pont az előzőekben definiált abszolút érték (mely az R2-beli euklideszi norma), és irányszöge, vagy arkusza, mely a valós tengellyel bezárt irányított szöge.

### Trigonometrikus alak
A geometria és a halmazelméleti modell összevetéséből kiderül, hogy a z = a + bi komplex szám felírható
{\displaystyle z=r\cdot (\cos \,\varphi +i\!\cdot \!\sin \,\varphi )}
alakban, ahol r nemnegatív szám z modulusa, a φ radiánban megadott szögérték az árkusza. Ekkor persze
{\displaystyle a=r\,\cos \,\varphi } és
{\displaystyle b=r\,\sin \,\varphi }.
A fordított reláció a sugarat ugyan igen, de az árkuszt nem egyértelműen fejezi ki:
{\displaystyle r={\sqrt {a^{2}+b^{2}}}}
Illetve nem nulla a esetén:
{\displaystyle \varphi ={\begin{cases}\mathrm {arctg} \left({\frac {b}{a}}\right),&{\mbox{ha }}a>0\\\pi +\mathrm {arctg} \left({\frac {b}{a}}\right),&{\mbox{ha }}a<0.\end{cases}}}
Érdemes továbbá megemlíteni, hogy a komplex számokon értelmezett arg függvény az alábbi képlettel vezethető vissza az arctg2 függvényre:
{\displaystyle \arg(a+bi)=\operatorname {arctg2} (b,a)\,}
Ennek az alaknak a komplex számok szorzásánál, hatványozásánál és a komplex számokból való gyökvonásnál vesszük hasznát. A z1 és z2 komplex számok triginometrius alakban felírt szorzata a geometriai modellhez hasonlóan:
{\displaystyle z_{1}\cdot z_{2}=r_{1}r_{2}(\cos(\varphi +\psi )+i\sin(\varphi +\psi ))}
A többtagú szorzás ugyanígy, speciális esetben a hatványozás:
{\displaystyle z^{n}=r^{n}(\cos(n\varphi )+i\sin(n\varphi ))}
amelyet r = 1 esetén felírva a Moivre-formulát kapjuk:
{\displaystyle (\cos \,\varphi +i\sin \,\varphi )^{n}=\cos(n\varphi )+i\sin(n\varphi )}

### Exponenciális alak
Mivel a komplex test normált, ezért léteznek és igazolható módon konvergensek a következő sorok:
{\displaystyle \sin \,z=\sum \limits _{k=0}^{\infty }{\frac {(-1)^{k}}{(2k+1)!}}z^{2k+1}}
{\displaystyle \cos \,z=\sum \limits _{k=0}^{\infty }{\frac {(-1)^{k}}{(2k)!}}z^{2k}}
{\displaystyle \exp \,z=\sum \limits _{n=0}^{\infty }{\frac {1}{n!}}z^{n}}
Ha a csupa páratlan tagot tartalmazó szinusz i-szeresét hozzáadjuk a csupa páros tagból álló koszinuszhoz, akkor az exponenciális olyan alakját kapjuk, melyben a változó i-vel van szorozva:
{\displaystyle \exp(iz)=e^{iz}=\cos \,z+i\sin \,z}
Mindez a valós z = φ-re is igaz, mely esetet Euler-formulának nevezzük:
{\displaystyle e^{i\varphi }=\cos \,\varphi +i\sin \,\varphi }
Van, amikor a φ = π -re vonatkozó esetet nevezik Euler-formulának:
{\displaystyle e^{i\pi }=-1\,}
Tehát minden komplex szám előáll
{\displaystyle z=re^{i\varphi }}
alakban.
Az exponenciális alak segítségével a komplex számok szorzása, osztása és hatványozása a szokásos szabályok szerint folyik:
{\displaystyle z_{1}\cdot z_{2}=r_{1}e^{i\varphi _{1}}\cdot r_{2}e^{i\varphi _{2}}=r_{1}r_{2}e^{i(\varphi _{1}+\varphi _{2})}}
Feltéve, hogy r2 nem nulla:
{\displaystyle {\frac {z_{1}}{z_{2}}}={\frac {r_{1}e^{i\varphi _{1}}}{r_{2}e^{i\varphi _{2}}}}={\frac {r_{1}}{r_{2}}}e^{i(\varphi _{1}-\varphi _{2})}}
{\displaystyle z^{n}=r^{n}\cdot e^{in\varphi }}
Érdemes a nemnulla komplex számokat teljesen exponenciális alakban írni:
{\displaystyle z=re^{i\varphi }=e^{\varphi _{0}}e^{i\varphi }=e^{\varphi _{0}+i\varphi _{1}}}
Ekkor a nemnulla z komplex szám komplex w kitevőjű hatványozása, ha v = φ0+iφ1, akkor
{\displaystyle z^{w}=(e^{\varphi _{0}+i\varphi _{1}})^{w}=(e^{v})^{w}=e^{v\cdot w}}

## Gyökvonás komplex számokból

### A gyökvonásról általában
Mielőtt továbblépnénk, jegyezzük meg, hogy az Euler-képlet segítségével egy komplex szám végtelen sokféleképpen felírható, mert az arkuszához formálisan akárhányszor hozzáadhatunk {\displaystyle 2\pi }-t:
{\displaystyle z=R\cdot e^{i\cdot \phi }=R\cdot e^{i\cdot \left(\phi +k\cdot 2\pi \right)}},
ahol k=0,1,2,…. Ez fontos, mert amikor {\displaystyle z}-ből n-edik gyököt vonunk, akkor egy olyan komplex számot keresünk, amelynek arkuszát n-nel szorozva visszakapjuk az eredeti arkuszt. De a fenti megjegyzés szerint nem csak {\displaystyle {\frac {\phi }{n}}} ilyen, hanem a következő arkuszok mind:
{\displaystyle {\frac {\phi }{n}}+{\frac {k\cdot 2\pi }{n}}},
ahol k=0,1,2, … n-1. Tehát n különböző n-edik gyök létezik
{\displaystyle {\sqrt[{n}]{z}}={\sqrt[{n}]{R\cdot \left(e^{i\cdot \phi }\right)}}={\sqrt[{n}]{R}}\cdot e^{i\cdot \left({\frac {\phi }{n}}+{\frac {k\cdot 2\pi }{n}}\right)}}, ahol k=0,1,2, … n-1.
Valóban, ezek mind olyan komplex számok, melyekre igaz, hogy n-edik hatványuk éppen {\displaystyle z}. Triviális példa az 1-szám. Ennek négyzetgyökei, mint az elemekből ismeretes {\displaystyle \pm 1}, vagyis a következő két (komplex) szám {\displaystyle e^{0}=1\,} és {\displaystyle e^{i\cdot \left(0+\pi \right)}=-1}.
Példaképp most számoljuk ki a
{\displaystyle z=1+i={\sqrt {2}}\cdot e^{i\cdot {\frac {\pi }{4}}}}
komplex szám negyedik gyökeit. A mondottak szerint négy ilyen negyedik gyök van:
{\displaystyle {\sqrt[{8}]{2}}\cdot e^{i\cdot {\frac {\pi }{16}}}},
{\displaystyle {\sqrt[{8}]{2}}\cdot e^{i\cdot {\frac {9\cdot \pi }{16}}}},
{\displaystyle {\sqrt[{8}]{2}}\cdot e^{i\cdot {\frac {17\cdot \pi }{16}}}} és
{\displaystyle {\sqrt[{8}]{2}}\cdot e^{i\cdot {\frac {25\cdot \pi }{16}}}}.
Valóban, például az utolsó gyököt a negyedik hatványra emelve:
{\displaystyle {\left({\sqrt[{8}]{2}}\cdot e^{i\cdot {\frac {25\cdot \pi }{16}}}\right)}^{4}={\sqrt {2}}e^{i\cdot {\frac {25\cdot 4\cdot \pi }{16}}}={\sqrt {2}}\cdot e^{i\cdot \left({\frac {\pi }{4}}+3\cdot 2\pi \right)}={\sqrt {2}}\cdot e^{i\cdot {\frac {\pi }{4}}}=1+i}.

## Rendezés
A komplex számok körében nem lehetséges definiálni olyan ≤ rendezési relációt, mely „kompatibilis” az összeadás és szorzás műveletekkel, így nem alkotnak rendezett testet (bár egyéb módon a komplex számok teste rendezhető (például a lexikografikus rendezéssel), sőt a jólrendezési tétel alapján jólrendezhető is, csak az ilyen rendezések egyike sem lesz kompatibilis a hagyományos +, · műveletekkel).

## A komplex számtest algebrai és topologikus jellemzései
Tétel – Frobenius tétele – A valós számok teste feletti véges dimenziós, nullosztómentes algebrák (algebraizomorfizmus erejéig) a következők:
- a valós számok teste,
- a komplex számok teste,
- a kvaterniók teste.

Ennek a tételnek a következménye, hogy a valós számok testbővítései közül egy definiáló tulajdonság segítségével kiválaszthatjuk a komplex számok testét. Mivel minden test nullosztómentes, ezért elegendő azt a megszorítást tenni, hogy véges dimenziós (1, 2, vagy 4), valódi bővítése R-nek (dim > 1) és kommutatív (tehát nem a kvaternió ferdetest), ekkor eljutunk a komplex számok testéhez.
Felvetődik a kérdés, hogy a valós számokra való hivatkozás nélkül is kijelölhető-e a testek közül a komplex számtest.
Tétel – A komplex számok karakterizációja, mint test – Testizomorfizmus erejéig egyetlen olyan test van, mely:
- karakterisztikája 0,
- a prímteste feletti transzcendencia foka kontinuum,
- algebrailag zárt.

Ez a komplex számok teste.
(A prímtest, a minimális résztest (igazolható, hogy ez egyértelműen létezik), a transzcendencia foka a transzcendencia-bázis számossága (jelen esetben kontinuum). Algebrailag zárt egy test, ha minden legalább elsőfokú polinomjának van gyöke a testben.)
Ezzel a karakterizációval elveszítjük a komplex számok topologikus tulajdonságait, melyek a valós számokkal való kapcsolatából erednek. A komplex számok testének, mint topologikus testnek a karakterizációját Pontrjagin határozta meg első ízben:
Tétel – Pontrjagin tétele – Összefüggő, lokálisan kompakt topologikus testből csak kétféle van az izomorfizmus erejéig, éspedig a valós számok teste és a komplex számok teste.
Ennek segítségével úgy jellemezhető a komplex számtest, mint olyan, a fenti tulajdonságokkal rendelkező test, melyben a nemnulla elemek összefüggő halmazt alkotnak (ellentétben a valósokkal).

## p-adikus analógia és általánosítás
A racionális számokból a komplex számokat a következő módon kapjuk. Először teljessé tesszük a racionális számok {\displaystyle \mathbb {Q} } testét a szokásos (arkhimédeszi) abszolút értékre nézve: ez a valós számok {\displaystyle \mathbb {R} } teste. Az így kapott test algebrai lezártja a komplex számok {\displaystyle \mathbb {C} } teste.
Ezzel analóg módon definiálható a komplex számok p-adikus analogonja: ez a p-adikus számok testének olyan bővítése, ami egyszerre teljes és algebrailag zárt. Valóban, a p-adikus számok {\displaystyle \mathbb {Q} _{p}} teste a racionális számok teljessé tétele a (nemarkhimédeszi) p-adikus abszolút értékre nézve, ez tehát a valós számoknak felel meg az arkhimédeszi esetben. A p-adikus számok algebrai {\displaystyle \mathbb {Q} _{p}^{\mathrm {al} }} lezártjára egyértelműen kiterjed a p-adikus abszolút érték, viszont {\displaystyle \mathbb {Q} _{p}^{\mathrm {al} }} nem teljes erre nézve. Például megmutatható, hogy a
{\displaystyle \sum _{n=0}^{\infty }p^{3^{n^{2}}/2^{n^{2}}}}
sor részletösszegei Cauchy-sorozatot alkotnak, de a sor nem konvergál a {\displaystyle \mathbb {Q} _{p}^{\mathrm {al} }} testben.
A {\displaystyle \mathbb {Q} _{p}^{\mathrm {al} }} teljessé tétele viszont szükségképpen teljes, és megmutatható, hogy itt a teljessé tétel során nem vész el az algebrai zártság sem. Az így kapott test tehát teljes és algebrailag zárt: ez a komplex p-adikus számok {\displaystyle \mathbb {C} _{p}} teste.
Megmutatható, hogy a komplex számok {\displaystyle \mathbb {C} } teste izomorf a komplex p-adikus számok {\displaystyle \mathbb {C} _{p}} testével, viszont nem létezik {\displaystyle \mathbb {C} } és {\displaystyle \mathbb {C} _{p}} közötti topologikus izomorfizmus (azaz olyan testizomorfizmus, ami tiszteletben tartaná az egyes abszolút értékek által definiált topológiát).
A komplex p-adikus számok fontos szerepet játszanak az aritmetikai geometriában és az algebrai számelméletben. Segítségükkel definiálhatók p-adikus L-függvények (ezek az L-függvények p-adikus avatarjai). A komplex p-adikus számok felett megalkotható a komplex függvénytan analogonja, a p-adikus analízis: ennek egyik alkalmazása a Weil-sejtések egyikének Dwork-féle bizonyítása.
A fenti konstrukció általánosítható: Kürschák József megmutatta, hogy bármely értékelt testnek létezik olyan bővítése, ami teljes és algebrailag zárt. Sőt, a minimális ilyen bővítést pontosan a fenti három lépés adja meg, azaz a testet először teljessé tesszük, majd algebrailag lezárjuk (az abszolút érték egyértelműen kiterjed erre), majd még egyszer teljessé tesszük.

## Alkalmazásai
A komplex számokat a gyakorlati és természettudományok igen széleskörűen alkalmazzák. Elsősorban a komplex függvények jelennek meg a gyakorlatban, de ezek értéke is komplex szám, aminek aztán fizikai értelmet adhatunk.
A legtipikusabb alkalmazás a rezgések és hullámok vizsgálata. Mivel ezeket szinusz és koszinusz függvények segítségével írjuk le, kézenfekvő az Euler-féle képlet alkalmazása. Ilyen módon a fázisszög is egyszerűen kiolvashatóvá válik a mozgást leíró függvényből. A rezgéseket Fourier-transzformáció segítségével tudjuk harmonikus rezgések összegére felbontani, amit szintén egyszerűbb komplex függvények segítségével megalkotni.
A Fourier-transzformációhoz hasonló Laplace-transzformáció a mérnöki alkalmazások során merül fel. Ennek szerepe, hogy bizonyos problémákat, különösen a differenciálegyenleteket hatékonyan és gyorsan tudjuk megoldani.
Igen speciális szerepet kapnak a komplex számok a modern fizikában, ugyanis a részecskéket leíró Schrödinger-egyenlet is komplex számokat alkalmaz. A függvényérték maga is általában komplex szám, így fizikai értéket nem a függvény, hanem az abszolútértéke, {\displaystyle \psi \psi ^{*}} képvisel, jelesül egy részecske előfordulásának valószínűségét.

## Programozási nyelvek, amelyekben található komplex aritmetika
- C: #include <complex.h>;
- C++: #include <complex>;
- C#: using System.Numerics;
- D: import std.complex;
- Fortran: alapból kezeli
- Go: import "math/cmplx"
- Julia: alapból kezeli
- Matlab: alapból kezeli
- Octave: alapból kezeli
- Perl: use Math::Complex;
- Python: alapból ismeri, illetve további függvényekhez import cmath
- Rust: use num_complex::Complex;
- R: alapból kezeli